# Ulfsparregården

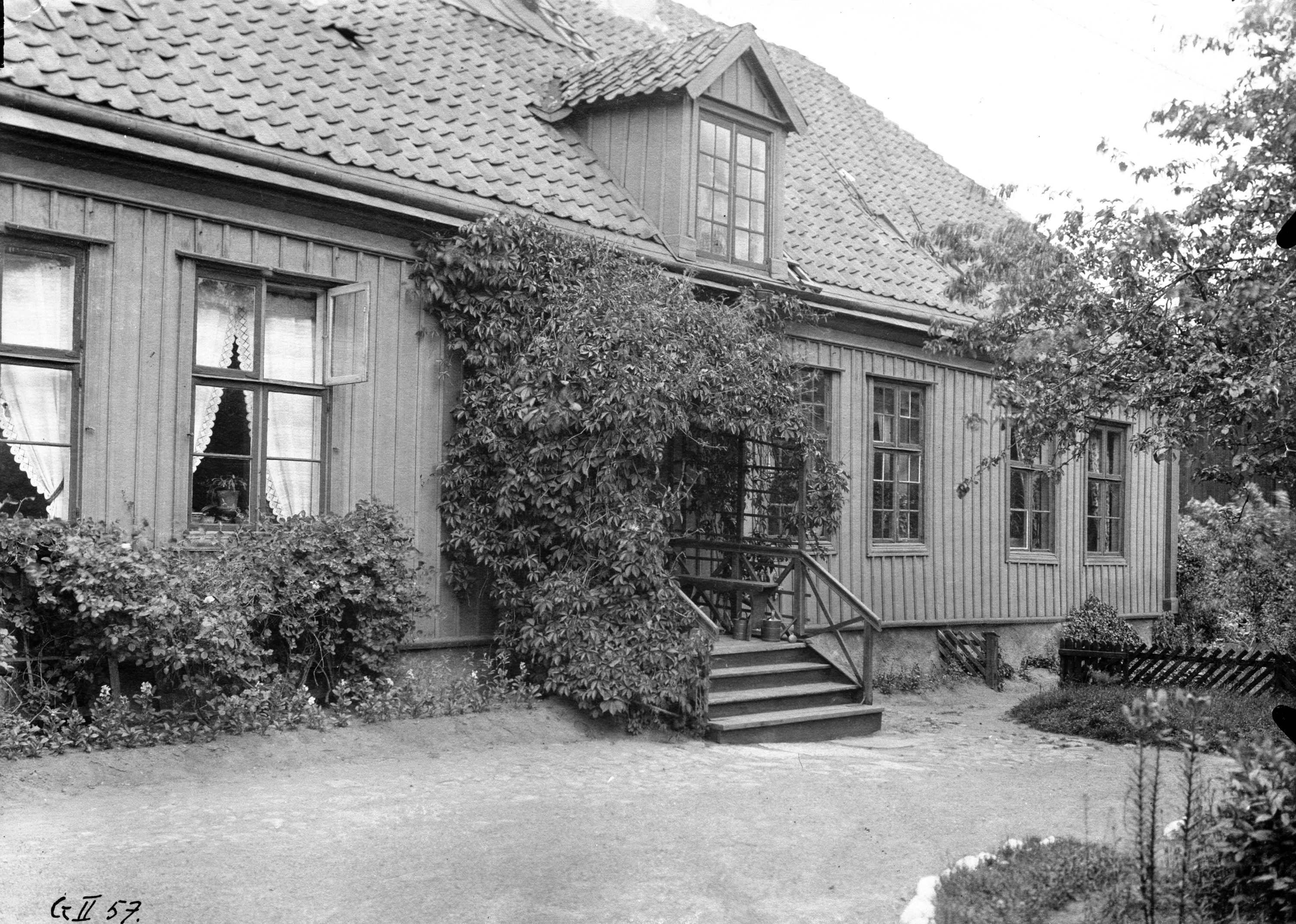
Ulfsparregården, trädgårdssidan,1904

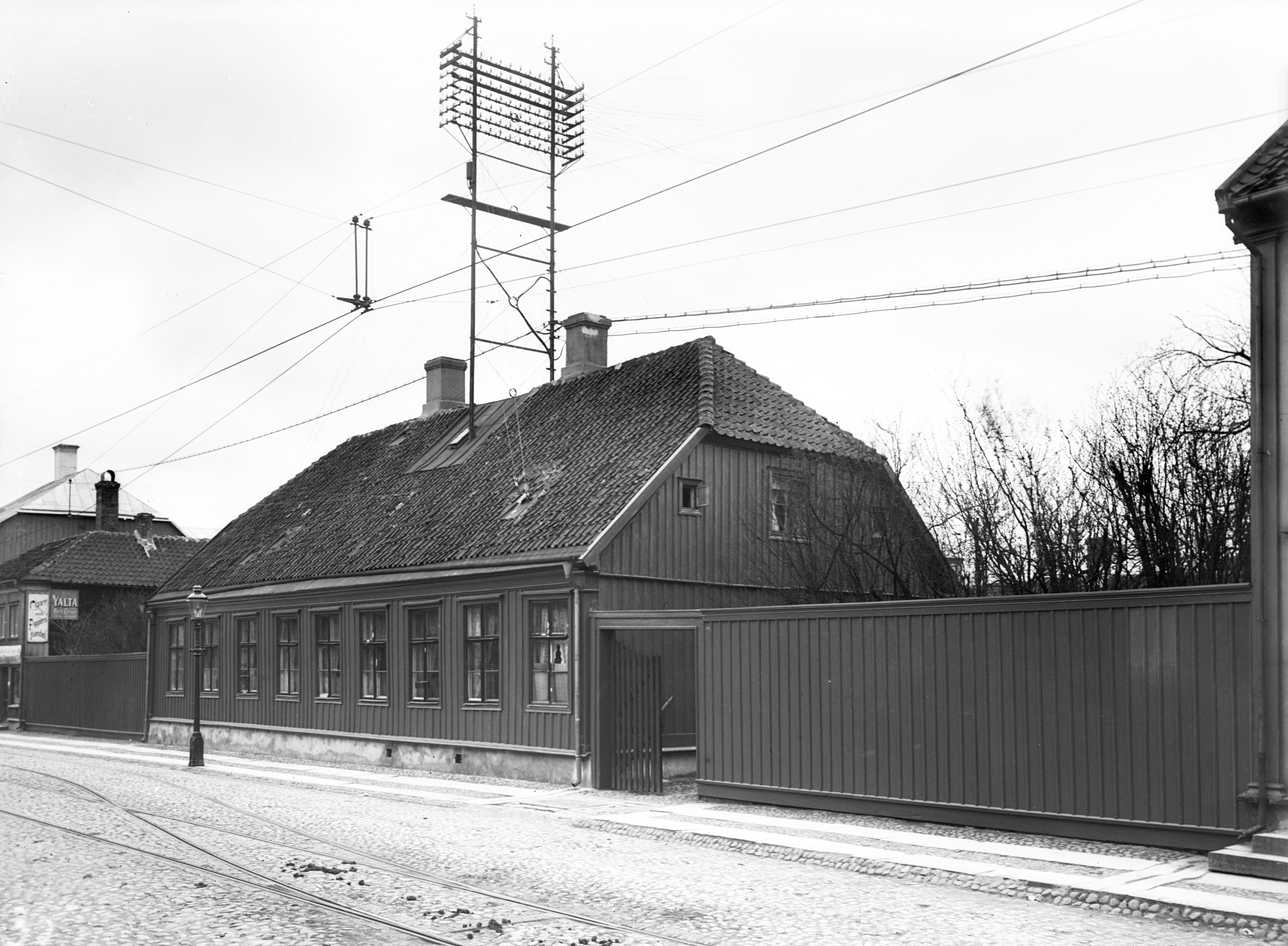
Ulfsparregården, 1908

Ulfsparregården är ett envånings trähus vid Östra Storgatan i Jönköping. Den byggdes som bostadshus efter stadsbranden på Öster 1790. Gården bestod ursprungligen av tre tidigare gårdstomter. Det ägdes under större delen av 1800-talet inom släkten Ulfsparre och skänktes 1928 till Svenska kyrkan för att användas som tjänstebostad för kyrkoherden i Kristina församling.
Ulfsparregårdens envåningslänga på Kanalgatan 33 flyttades till platsen i början av 1950-talet från Smedjegatan och användes därefter som scoutlokaler. Den är nu Kristina församlings ungdomshus på Öster.